# Pilotes officiels Volkswagen
Cette page répertorie tous les pilotes de toutes disciplines ayant évolué sur une Volkswagen en course automobile.

## Rallye

### Volkswagen Motorsport
| Saison | Championnat | Équipe                | Voiture             | Pilote               | 1       | 2      | 3       | 4       | 5       | 6       | 7   | 8       | 9       | 10     | 11     | 12     | 13      | Classement | Points |
| ------ | ----------- | --------------------- | ------------------- | -------------------- | ------- | ------ | ------- | ------- | ------- | ------- | --- | ------- | ------- | ------ | ------ | ------ | ------- | ---------- | ------ |
| 2011   | WRC         | Volkswagen Motorsport | Skoda Fabia S2000   | Joonas Lindroos (fi) | SUE     | MEX    | POR     | JOR     | ITA     | ARG     | GRE | FIN RET | ALL     | AUS    | FRA    | ESP    | GBR     |            |        |
| 2011   | WRC         | Volkswagen Motorsport | Skoda Fabia S2000   | Andreas Mikkelsen    | SUE     | MEX    | POR     | JOR     | ITA     | ARG     | GRE | FIN RET | ALL     | AUS    | FRA    | ESP    | GBR     |            |        |
| 2011   | WRC         | Volkswagen Motorsport | Skoda Fabia S2000   | Hans Weijs Jr (en)   | SUE     | MEX    | POR     | JOR     | ITA     | ARG     | GRE | FIN     | ALL 13  | AUS    | FRA    | ESP    | GBR     |            |        |
| 2011   | WRC         | Volkswagen Motorsport | Skoda Fabia S2000   | Christian Riedemann  | SUE     | MEX    | POR     | JOR     | ITA     | ARG     | GRE | FIN     | ALL 15  | AUS    | FRA    | ESP 20 | GBR     |            |        |
| 2011   | WRC         | Volkswagen Motorsport | Skoda Fabia S2000   | Yeray Lemes          | SUE     | MEX    | POR     | JOR     | ITA     | ARG     | GRE | FIN     | ALL     | AUS    | FRA    | ESP 14 | GBR     |            |        |
| 2011   | WRC         | Volkswagen Motorsport | Skoda Fabia S2000   | Kévin Abbring        | SUE     | MEX    | POR     | JOR     | ITA     | ARG     | GRE | FIN     | ALL     | AUS    | FRA    | ESP    | GBR 12  |            |        |
| 2011   | WRC         | Volkswagen Motorsport | Skoda Fabia S2000   | Sepp Wiegand (en)    | SUE     | MEX    | POR     | JOR     | ITA     | ARG     | GRE | FIN     | ALL     | AUS    | FRA    | ESP    | GBR RET |            |        |
| 2012   | WRC         | Volkswagen Motorsport | Skoda Fabia S2000   | Sébastien Ogier      | MON RET | SUE 11 | MEX 8   | POR 7   | ARG 7   | GRE 7   | NZE | FIN 10  | ALL 6   | GBR 12 | FRA 11 | ITA 5  | ESP RET | 10         | 41     |
| 2012   | WRC         | Volkswagen Motorsport | Skoda Fabia S2000   | Kévin Abbring        | MON 12  | SUE    | MEX RET | POR RET | ARG     | GRE     | NZE | FIN     | ALL     | GBR 25 | FRA    | ITA    | ESP     |            |        |
| 2012   | WRC         | Volkswagen Motorsport | Skoda Fabia S2000   | Andreas Mikkelsen    | MON     | SUE 13 | MEX     | POR     | ARG RET | GRE RET | NZE | FIN 27  | ALL 7   | GBR    | FRA 12 | ITA 7  | ESP 21  | 14         | 13     |
| 2012   | WRC         | Volkswagen Motorsport | Skoda Fabia S2000   | Sepp Wiegand (en)    | MON     | SUE    | MEX     | POR     | ARG     | GRE     | NZE | FIN     | ALL RET | GBR    | FRA    | ITA    | ESP     |            |        |
| 2013   | WRC         | Volkswagen Motorsport | Volkswagen Polo WRC | Jari-Matti Latvala   | MON RET | SUE 4  | MEX 16  | POR 3   | ARG     | GRE     | ITA | FIN     | ALL     | AUS    | FRA    | ESP    | GBR     |            |        |
| 2013   | WRC         | Volkswagen Motorsport | Volkswagen Polo WRC | Sébastien Ogier      | MON 2   | SUE 1  | MEX 1   | POR 1   | ARG     | GRE     | ITA | FIN     | ALL     | AUS    | FRA    | ESP    | GBR     |            |        |
| 2013   | WRC         | Volkswagen Motorsport | Volkswagen Polo WRC | Andreas Mikkelsen    |         |        |         | POR 6   | ARG     | GRE     | ITA | FIN     | ALL     | AUS    | FRA    | ESP    | GBR     |            |        |

### Importateurs Volkswagen

#### Belgian VW Club
| Saison | Championnat | Équipe          | Voiture               | Pilote          | 1   | 2   | 3       | 4   | 5       | 6       | 7   | 8       | 9   | 10  | 11       | Classement | Points |
| ------ | ----------- | --------------- | --------------------- | --------------- | --- | --- | ------- | --- | ------- | ------- | --- | ------- | --- | --- | -------- | ---------- | ------ |
| 2007   | IRC         | Belgian VW Club | Volkswagen Polo S2000 | Freddy Loix     | KEN | TUR | BEL RET | RUS | POR     | RTC     | ITA | SUI     | CHI |     |          | 16         | 5      |
| 2008   | IRC         | Belgian VW Club | Volkswagen Polo S2000 | Bernd Casier    | TUR | POR | BEL 4   | RUS | POR     | RTC RET | ESP | ITA RET | SUI | CHI |          | 14         | 5      |
| 2008   | IRC         | Belgian VW Club | Volkswagen Polo S2000 | Raphaël Auquier | TUR | POR | BEL 10  | RUS | POR     | RTC     | ESP | ITA     | SUI | CHI |          |            |        |
| 2009   | IRC         | Belgian VW Club | Volkswagen Polo S2000 | Patrick Snijers | MON | BRE | KEN     | POR | BEL RET | RUS     | POR | RTC     | ESP | ITA | ECO (en) |            |        |

## Sources
- The official website of the Intercontinental Rally Challenge
- EWRC-Results.com